# Juan de Álava

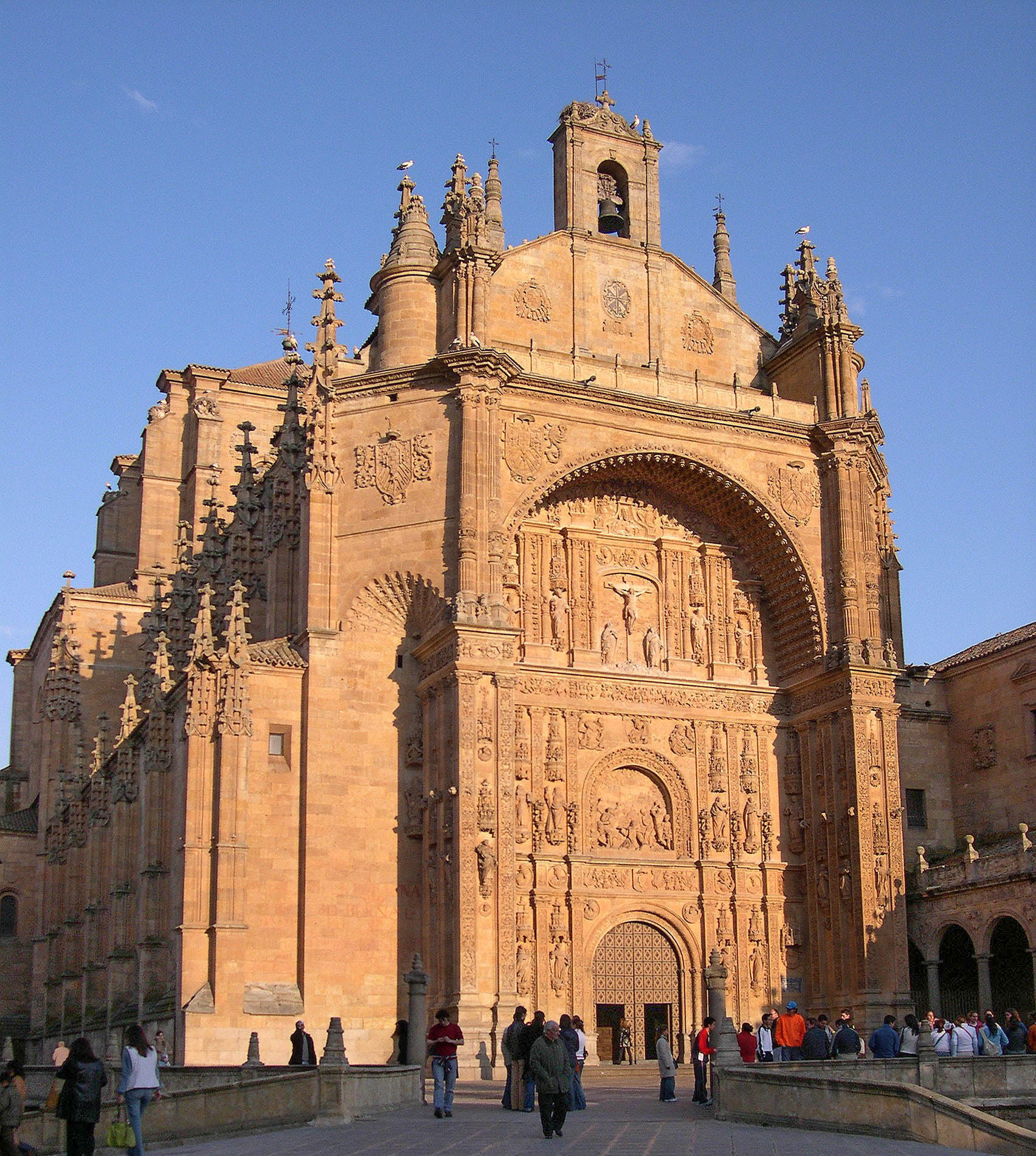
Igreja de Santo Estêvão, Salamanca

Juan de Álava (Larrinoa, 1480 - Salamanca, 1537) foi um insigne arquiteto espanhol. Também é conhecido como Juan de Ibarra.
Parece que foi aluno de Juan Gil de Hontañón. Possivelmente viajou à Itália entre 1502 e 1503, de onde teria tirado a inspiração para criar seu estilo eclético que assimila elementos do Gótico e do Renascimento. Na Espanha esse estilo é conhecido como plateresco, uma das formas do Maneirismo internacional europeu, e Ávala é tido como um de seus maiores representantes.
Em 1515, junto com Enrique Egas, construiu a capela real de Sevilha, e em 1517 foi o principal responsável pela elaboração da fachada da Catedral Nova de Plasencia. Entre 1520 e 1535 trabalhou em Salamanca, na Igreja de Santo Estêvão, no Colegio Mayor de Santiago el Zebedeo e na Catedral Nova, cuja fachada atual é obra sua. Nessa fase também realizou projetos em Santiago de Compostela - o claustro da Catedral e a Capela das Relíquias.

## == Ver também ==
- Plateresco
- Maneirismo
- Arquitetura da Espanha